# Consejo de prensa
Un Consejo de Prensa (CP) es un organismo independiente que estudia las quejas que le llegan sobre la actuación de los medios y que emite una resolución juzgando dicha actuación desde un punto de vista deontológico. Es el mecanismo de autorregulación más completo, pero su existencia no excluye los otros, sino que existe una relación de complementariedad y mutuo refuerzo entre ellos.
El CP requiere el compromiso autorregulador de las empresas y los medios de comunicación. Este compromiso supone la aportación económica de fondos imprescindibles para su funcionamiento, así como también el necesario apoyo a su labor.
Los consejos asumen algunas de las funciones que desempeñan las comisiones de deontología de las organizaciones profesionales, con la ventaja de representar al conjunto de la sociedad y ser más independientes.
El consejo es un mecanismo de autorregulación que ha de contar necesariamente con la participación del público. Su ventaja con respecto a los ombudsmen: los consejos no pertenecen a ningún medio en particular.
Metáfora de los CP: representan la conciencia moral colectiva de la comunicación social.
Los CP no responden a un modelo único de actuación. El ámbito geográfico que abarcan los consejos es variable, si bien suele coincidir con las fronteras de los Estados naciones. Su sede no puede estar demasiado alejada del público. Éste debe sentirse próximo al CP para que su labor tenga éxito.
Pero también es cierto que los medios de comunicación, cada vez tienen una dimensión más global. Luego no tiene demasiado sentido entonces la existencia de consejos muy localizados. Parece adecuado en cambio procurar una cierta correspondencia entre la distribución geográfica de los medios y la del consejo.

## Composición
- Parte de los miembros del CP no debe pertenecer a los medios de comunicación ni estar relacionado con ellos. Así estos miembros pueden contribuir a evitar que el consejo se deje influir o caiga bajo el control de determinados grupos o medios especialmente poderosos.
- Es imprescindible que formen parte del consejo personas relacionadas con los medios. Como mecanismo de autorregulación, el consejo necesita para tener sentido y éxito la presencia y el apoyo de quienes forman los medios. Su presencia debe constituir la mejor prueba de su apoyo al consejo.
- El consejo debe estar formado por personas de reconocido prestigio y credibilidad moral y profesional.

## Funciones
La función propia del CP es recibir las quejas relativas al comportamiento de los medios, investigar y considerara las que lo merezcan y, en los casos en que se estime justificado, emitir una resolución de condena moral del medio responsable. 
Una de las garantías de su éxito es que lleve a cabo su labor de forma sencilla y ágil. La otra que sus resoluciones tengan la publicidad y el eco público debidos.

## Financiación
No dependen de fondos públicos ni generan ingresos propios. La forma de financiación más habitual es mediante la aportación de fondos por parte de las empresas de comunicación. Donde más poderosas son éstas, mayores son los fondos de los que disponen sus consejos.
- Datos: Q5784113